# Gerlitzen
La Gerlitzen (en slovène : Osojščica) est une montagne ainsi qu'une station de ski de taille moyenne - grande, situées au nord-est de Treffen dans le centre du Land de Carinthie en Autriche.

## Toponymie
Le nom dérive du mot gorelice, dont la racine slave goreti signifie « brûler », en référence à une région où les incendies furent fréquents.

## Géographie

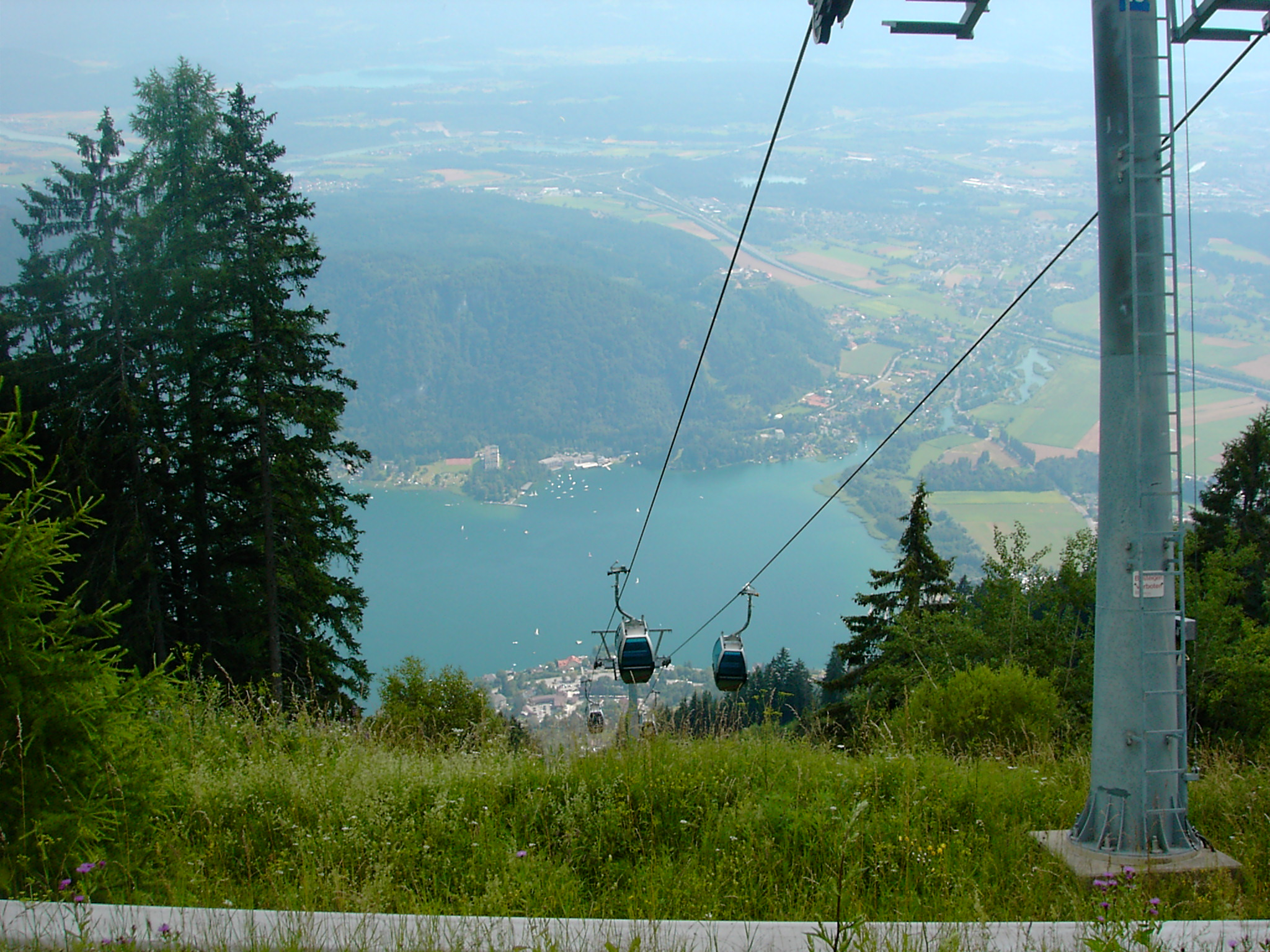
Vue sur le lac d'Ossiach.

Le mont Gerlitzen, en bordure du massif des Alpes de Gurktal, culmine à une altitude de 1 909 mètres. Le sommet offre un large point de vue sur le lac d'Ossiach et la cité de Villach dans la vallée de la Drave. Une route à péage sinueuse mène de Bodensdorf sur la rive nord du lac d'Ossiach au sommet.

## Tourisme
Depuis 1928, la Kanzelbahn - le plus ancien téléphérique de Carinthie construit par la société Adolf Bleichert & Co. - relie le village d'Annenheim à la station de montagne Kanzelhöhe à 1 524 mètres. Quelques pas plus loin se trouvent un hôtel et un observatoire astronomique géré par l'université de Graz.
La montagne, avec de nombreux sentiers, est une destination populaire. La pratique du parapente et du deltaplane depuis le sommet est très appréciée.

### Domaine skiable
La station de sports d'hiver Gerlitzen Alpe comprend 15 remontées mécaniques, dont une télécabine (la Kanzelbahn), sept télésièges et plusieurs téléskis.
En 2005, un scandale régional éclata lorsque la compagnie gérant les remontées mécaniques de Gerlitzen fut la première en Autriche à exiger de la part des skieurs de randonnée le paiement d'une taxe de 5 euros. Cette mesure fut expliquée du fait que les parkings et les pistes de ski étaient également utilisés par ces derniers. Cette taxe inclut également une assurance. Les opposants à cette mesure invoquent un précédent, ouvrant la porte à une commercialisation grandissante de la fréquentation de la nature en Autriche.